# Capacete de combate

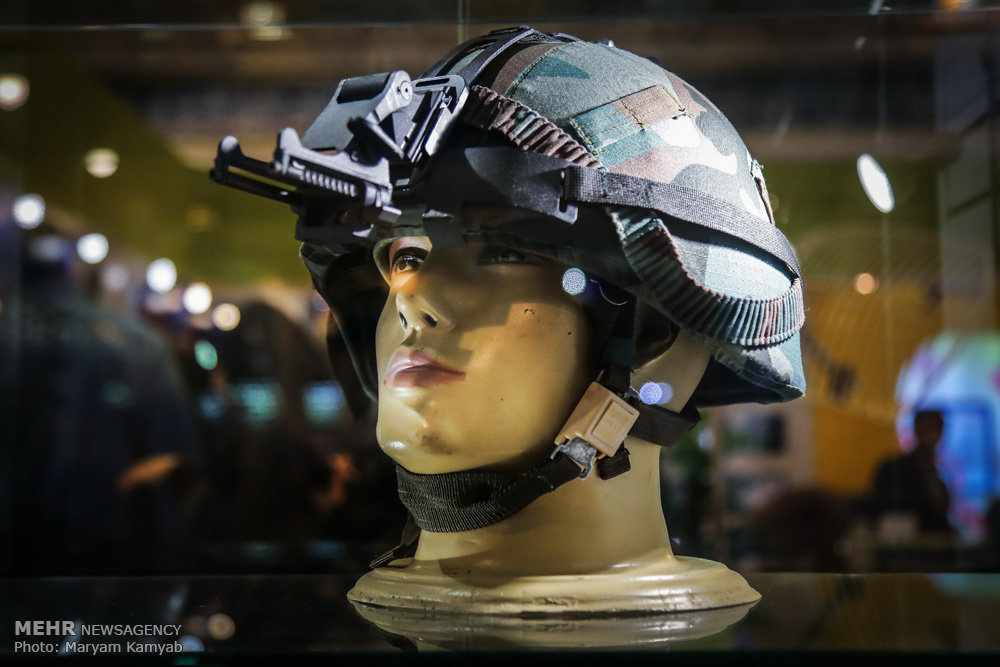
Capacete moderno com ponto de montagem de visores ópticos.

Um capacete de combate ou capacete de batalha é um tipo de capacete que é uma peça de armadura pessoal projetada especificamente para proteger a cabeça durante a batalha. É uma das mais antigas peças de armadura e parte integrante da panóplia do guerreiro. Originalmente, os soldados usavam equipamentos feitos de couro ou tecido na tentativa de proteger suas cabeças de cortes de espada e outros golpes. Progressivamente, armaduras de bronze e depois de ferro foram adotados.
Quando as armas de fogo raiadas foram introduzidas no final do século XVIII, as armaduras de ferro passaram a ser penetradas e seu uso diminuiu consideravelmente. Eventualmente, o equipamento deixou de fornecer proteção para se tornar um acessório usado para pompa e tradição. Os capacetes voltaram a proteger os seus usuários na Primeira Guerra Mundial, agora feitos de aço, em um campo de batalha saturado por fogo de artilharia de fragmentação.
Capacetes de combate modernos são projetados principalmente para proteger de estilhaços e fragmentos, oferecem alguma proteção contra armas portáteis, sendo produzidos com kevlar reforçado, e oferecem um ponto de montagem para dispositivos como óculos de visão noturna e equipamentos de comunicação.

## História

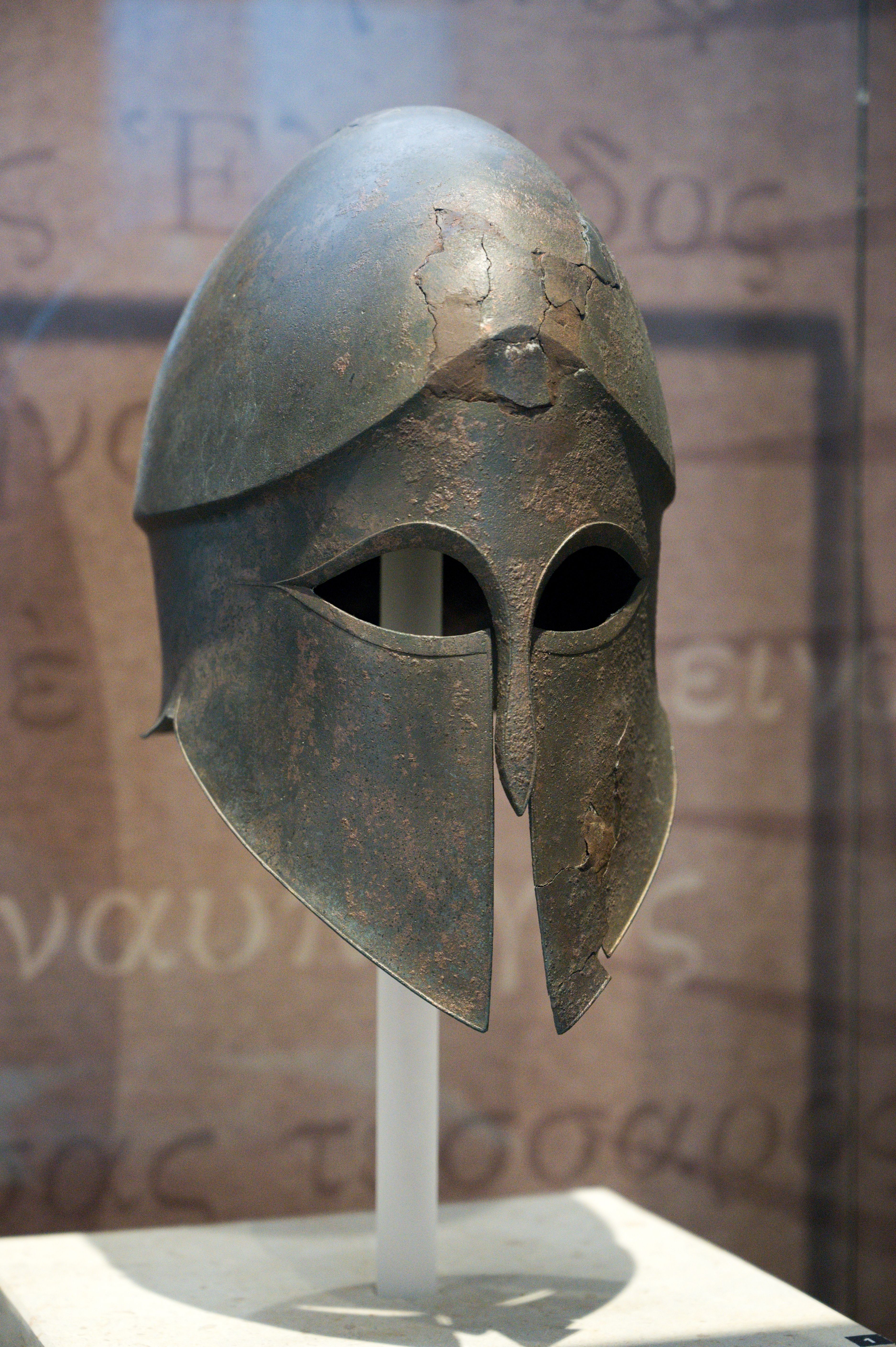
Capacete coríntio de 500-475 a.C.

Os capacetes estão entre as formas mais antigas de equipamento de proteção individual, com as formas mais antigas de armadura feitas de peles de animais, evoluindo para couro e algodão, e são conhecidos por terem sido usados pelos acadianos e sumérios no século XXIII aC, gregos micênicos desde o século XVII aC, os assírios por volta de 900 aC, gregos antigos e romanos, ao longo da Idade Média, e até finais do século XVII por muitos combatentes. Seus materiais e construção tornaram-se mais avançados à medida que as armas se tornavam cada vez mais poderosas. Inicialmente construídos em couro e latão, e depois bronze e ferro durante as Idades do Bronze e do Ferro, eles logo passaram a ser feitos inteiramente de aço forjado em muitas sociedades após cerca de 950 d.C. Naquela época, eram equipamentos puramente militares, protegendo a cabeça de golpes cortantes com espadas, flechas voadoras e mosquetes de baixa velocidade. Na África, capacetes de ferro foram empregados na cavalaria do Império do Mali para proteger os cavaleiros e suas montarias.

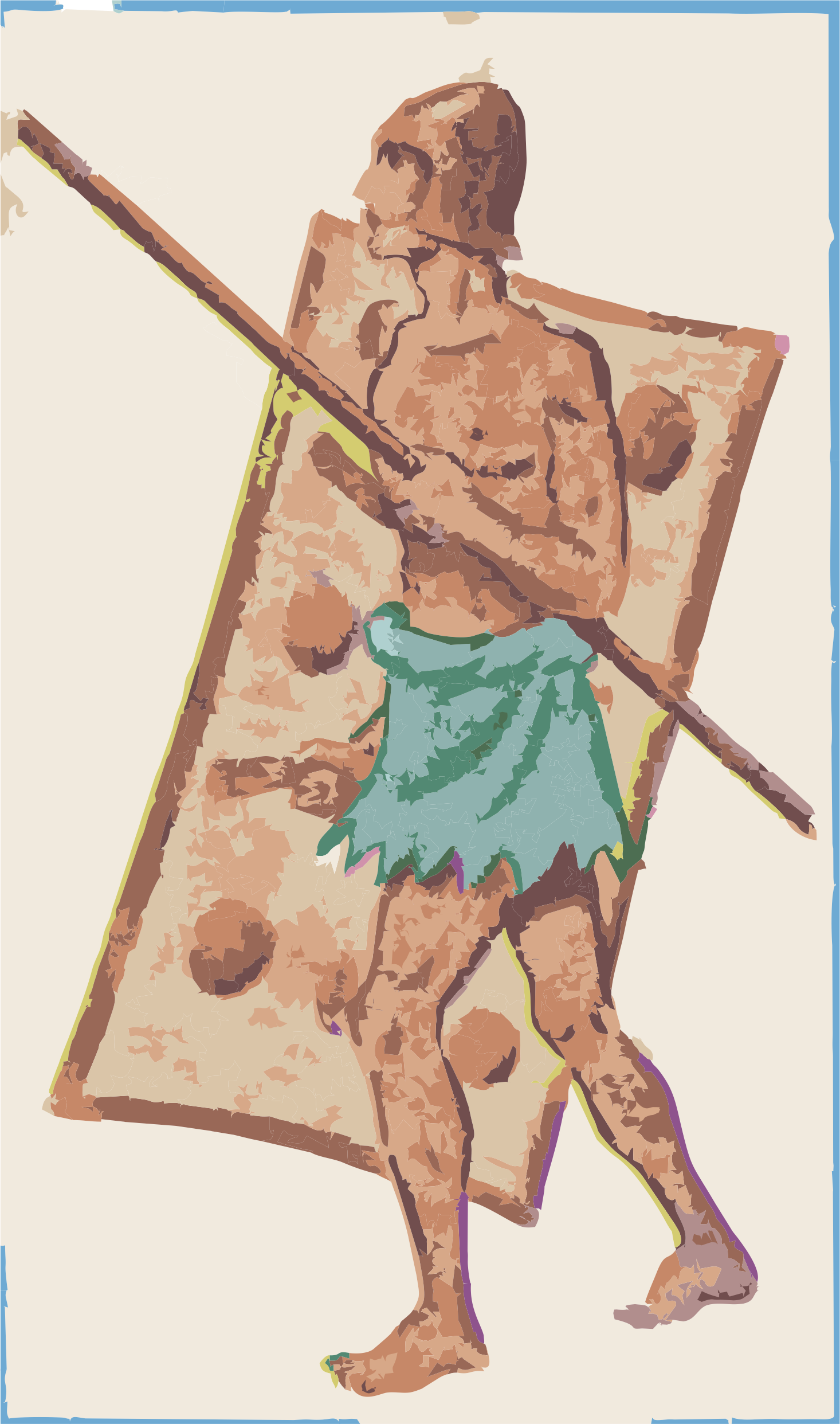
Lanceiro sumério com capacete e escudo, conforme representado na Estela dos Abutres, entre 2600 e 2350 a.C.

Inicialmente, a guerra humana consistia apenas de bandos improvisados de combatentes nômades que realizavam incursões contra grupos vizinhos, até que a sedentarização por conta da agricultura criou vilas e concentração de recursos, tornando as armas de combate mais sofisticadas. Essa revolução levou à ascensão das primeiras cidades muradas, como Jericó, e os prósperos vales de rios férteis do Egito, Índia e Mesopotâmia trouxeram consigo o nascimento dos primeiros exércitos cerca de 3.000 a.C. A Suméria em particular tinha um forte cultura guerreira, sendo povoada por uma coletânea de cidades-estados em constante estado de guerra entre si. O Estandarte Real de Ur, escavado desta que foi uma das mais bem sucedidas cidades-estados, carrega a mais antiga representação duma força armada organizada, liderada por seu lugal (rei). Este exército consiste em uma mistura de infantaria leve portando lanças de arremesso e machados (mas sem escudos) e infantaria pesada usando capacetes, portando lanças mais longa para combate corpo-a-corpo e escudos para sua proteção. Uma tabuleta comemorativa conhecida como a Estela dos Abutres, mostra que por volta de 2.450 aC os sumérios lutavam em formações cerradas de lanceiros usando capacetes, tal qual uma falange. As armaduras mesopotâmicas deste período eram feitas de couro, cobre e bronze. As mudanças tecnológicas eram lentas, consistindo principalmente no refinamento de armas existentes. Um exemplo foi a moldagem melhorada, que permitiu ao machado de batalha mesopotâmio tornar-se de dois gumes, infligindo terríveis ferimentos de cortes e amputações, levando, por sua vez, ao aumento do uso de capacetes de metal.
O uso militar de capacetes diminuiu depois de 1670, e as armas de fogo terminaram seu uso por soldados de infantaria depois de 1700, mas a era napoleônica viu capacetes de cavalaria ornamentados reintroduzidos para cuirassiers e dragões em alguns exércitos, os quais continuaram a ser usados pelas forças francesas durante a Primeira Guerra Mundial tão tarde quanto 1915. No Brasil, a guarda de honra imperial adotou capacetes modelados no padrão dos couraceiros franceses, feito em dois modelos. O primeiro modelo, com as iniciais P1 (Pedro 1°) na face frontal, inteiramente em metal, com escamas e um dragão na crista; sendo este o dragão da casa de Bragança, entre cujas asas abertas se desenrola a crina. No segundo modelo, bem mais simples, o dragão desapareceu. Ele é feito de couro, com acessórios de metal dourado. Na parte superior da crista existe um cocar em círculos concêntricos verdes e brancos - posteriormente substituído por uma estrela amarela sobre fundo verde. Ao dragão agora gravado nas paredes metálicas laterais do brasão, junta-se uma pluma e uma crista frontal com o número da unidade. Esses capacetes começarão a ser usados respectivamente em 1825 e 1831. A famosa pintura de “Independência ou Morte” (1888), de Pedro Américo, mostra dragões usando capacetes de cobre de couraceiros decorados com crina preta e pluma vermelho. Capacetes de couro aparecem em várias ilustrações, e alguns destes capacetes foram importados da França.

A Primeira Guerra Mundial vê o aumento substancial na eficácia e letalidade da artilharia, renovaram a necessidade de capacetes, desta vez de aço, com o capacete francês Adrian foi o primeiro capacete de aço moderno usado no campo de batalha. Um estudo recente de cientistas da Universidade Duke demonstrou que a proteção contra lesões na cabeça oferecida pelos capacetes contemporâneos não difere muito de seus ancestrais da era da Grande Guerra, e experimentos de laboratório determinaram que o Adrian provou ser mais eficaz na proteção contra trauma cerebral causado por explosões aéreas diretas do que seus equivalentes contemporâneos. Os britânicos em seguida produziram seu próprio modelo, o Brodie, em homenagem a seu projetista, John Leopold Brodie, um nativo da Letônia. Era mais barato de fabricar do que o modelo francês e era prensado a partir de uma única peça de aço. Recebendo reforço de 12% de manganês, o segundo modelo era praticamente imune a estilhaços vindos de cima. Balisticamente, isso aumentou a proteção para o usuário em 10%. Em 1916, os alemães começaram a equipar seus soldados com a sua versão de capacete de aço, o Stahlhelm. A principal ameaça durante este conflito foi a fragmentação de projéteis. Embora parar uma bala de fuzil fosse considerado além da capacidade dos materiais do capacete na época (devido a considerações de peso), não havia foram benefícios suficientes para justificar a emissão de um capacete para todas as tropas terrestres. Suplementos de armadura para o capacete foram usados apenas por sentinelas nas trincheiras. Snipers atuando de forma estática nas trincheiras também usavam reforços para seus capacetes.

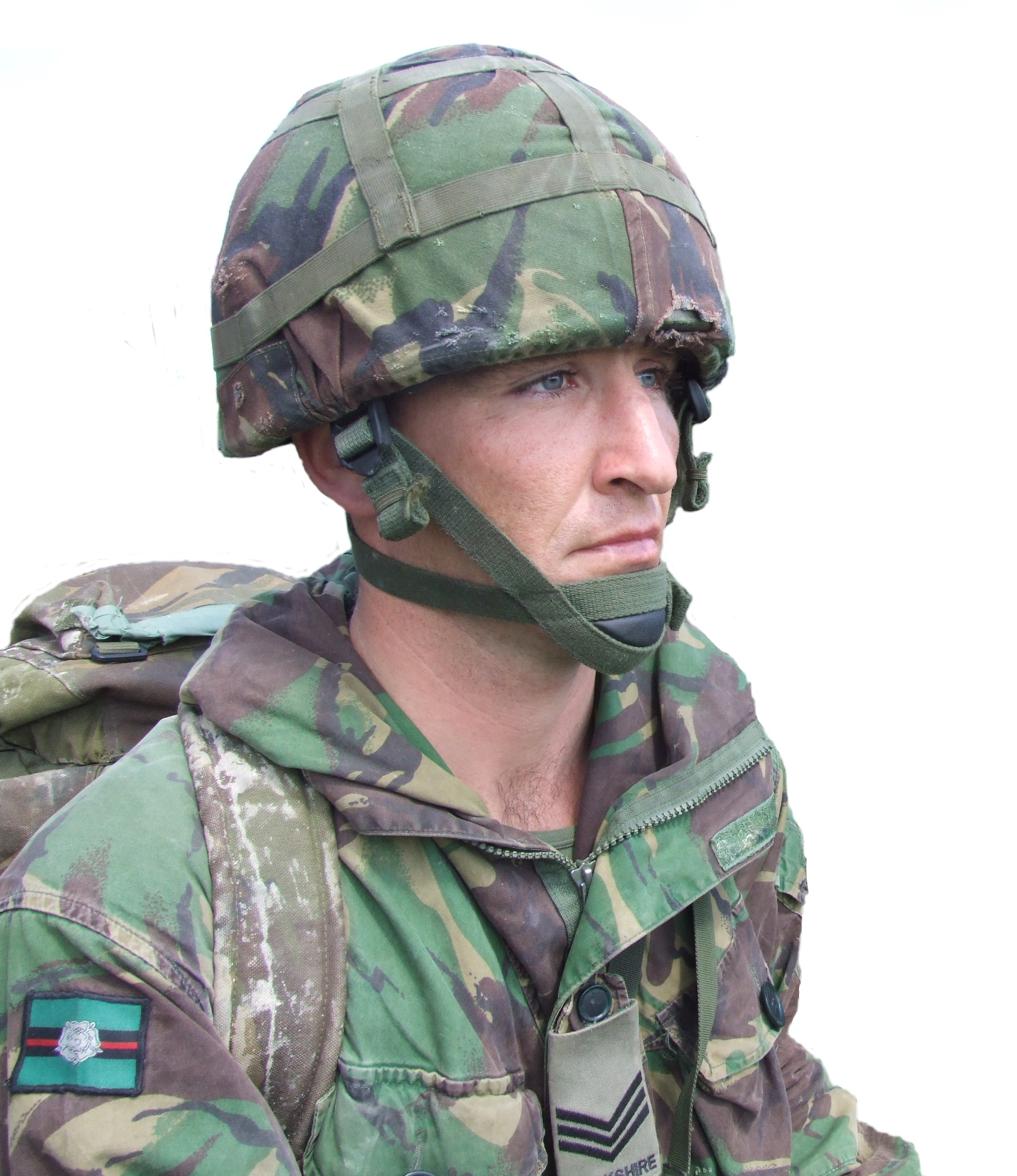
Exemplo de um capacete de combate moderno, o Mk 6 britânico com capa de tecido.

Os militares de hoje costumam usar capacetes de alta qualidade feitos de materiais balísticos, como Kevlar e Twaron, que oferecem maior proteção. Alguns capacetes também têm boas qualidades de proteção não balística, contra ameaças como ondas de choque concussivas de explosões.
Muitos dos capacetes de combate de hoje foram adaptados para os requisitos da guerra moderna e atualizados com trilhos STANAG para atuar como uma plataforma para montagem de câmeras, câmeras de vídeo e Sudários VAS para a montagem de dispositivos de visão noturna.
A partir do início do século XX, os capacetes de combate muitas vezes foram equipados com capas de capacete para oferecer maior camuflagem. Houve dois tipos principais de coberturas - as redes de malha foram amplamente usadas anteriormente, mas a maioria dos capacetes de combate modernos usa coberturas de tecido de camuflagem.
No final do século XX, começando nas décadas de 1970 e 1980, novos materiais como Kevlar e Twaron começaram a substituir o aço como material primário para capacetes de combate, em um esforço para melhorar a redução de peso e proteção balística, e proteção contra lesões cerebrais traumáticas. Essa prática ainda continua no século XXI, com mais avanços e refinamentos nas fibras usadas, desenho e formato do capacete e maior modularidade. Os primeiros sistemas de capacete deste novo tipo são o americano PASGT, o espanhol MARTE, o italiano SEPT-2 PLUS e o britânico Mk 6.

## Preenchimento
Amortecimento é usado para negar lesões concussivas. Pesquisadores do Lawrence Livermore National Laboratory publicaram um estudo em 2011 que concluiu que a adição de uma almofada de 3,2mm diminuiu a força de impacto no crânio em 24%.